# Svenn Crone
Svenn Crone er en dansk fodboldspiller, der spiller for Fc Fredericia. Han har repræsenteret Danmark på alle ungdomslandsholdene for sin aldersgruppe.

## Klubkarriere

### Brøndby IF
U19-anføreren blev i sommeren 2014 rykket op til seniortruppen. Han fik debut for Brøndbys førstehold i en pokalkamp mod Fremad Amager den 29. oktober 2014, og den 27. november samme år forlængede han sin kontrakt med Brøndby frem til sommeren 2017.
Han blev den 2. februar 2015 på transfervinduets sidste dag udlejet for et halvt år til Brønshøj Boldklub i 1. division.
Han fik sin debut i Superligaen for Brøndby den 13. marts 2016, da han blev skiftet ind i det 46. minut i stedet for Martin Ørnskov i en 1-0-sejr hjemme over Randers FC. Han fik efterfølgende tre kampe i Superligaen i dette forår, og i sæsonens andensidste runde startede han for første gange inde og spillede alle 90 minutter i en kamp mod Hobro IK.

### Silkeborg IF
25. juni 2018 skiftede Svenn Crone til 1. divisionsklubben Silkeborg IF.